# Републикански път III-141
Републикански път IIІ-141 е третокласен път, част от републиканската пътна мрежа на България, изцяло на територията на Област Видин. Дължината му е 27,1 км.
Пътят започва от 30,2 км на Републикански път II-14 в град Кула, слиза в долината на Войнишка река, а след като премине през нисък вододел слиза в долината на река Калчовец (десен приток на Войнишка при село Коста Перчево. След това преминава през град Грамада, пресича река Видбол и се изкачва до гара Срацимир, като достига до Републикански път I-1 при 30,0-ти км.
От Републикански път III-141 вляво и вдясно се отклоняват 3 третокласни пътя:
- при 11,9 км, югоизточно от село Коста Перчево — наляво Републикански път III-1411 (25,5 км) през селата Милчина лъка, Буковец и Слана бара до околовръстния път на Видин при 10,3 км на Републикански път I-1;
- при 11,9 км, югоизточно от село Коста Перчево — надясно Републикански път III-1412 (13,9 км) до село Раковица при 14 км на Републикански път III-1401;
- при 17,2 км, в центъра на град Грамада — наляво Републикански път III-1413 (20,1 км) през село Синаговци и град Дунавци, където се свързва с Републикански път I-1 при неговия 16,5 км.

| Пътища, отклоняващи се надясно (населено място, № на пътя, посока на пътя) | Км   | Пътища, отклоняващи се наляво (посока на пътя, № на пътя, населено място) |
| -------------------------------------------------------------------------- | ---- | ------------------------------------------------------------------------- |
| Община Кула, гр. Кула, II-14, 30,2 км ←                                    | 0,0  | ← 30,2 км, II-14, гр. Кула, Община Кула                                   |
| (за с. Полетковци) общински път ←                                          | 3    |                                                                           |
|                                                                            | 8,3  | → общински път (за с. Коста Перчево)                                      |
| Община Грамада (за с. Раковица) III-1412, 0 км ←                           | 11,9 | → 0 км, III-1411 (до Видин) Община Грамада                                |
| (за с. Тошевци) общински път гр. Грамада ←                                 | 17,2 | → 0 км, III-1413, гр. Грамада (до с. Търняне)                             |
| с. Срацимирово                                                             | 23,5 | с. Срацимирово                                                            |
| 30 км на I-1 гара Срацимир ←                                               | 27,1 | ← гара Срацимир, 30 км на I-1                                             |